# Carrollton, Illinois
Carrollton este un orășel în comitatul Greene, în vestul statului Illinois, SUA. Orașul se află amplasat la altitudinea de 189 m deasupra n.m. la 17,8 km est de Illinois River și 32,6 km est de Fluviul Mississippi. Carrollton se întinde pe suprafață de 4,3 km² și avea în 2000, 2.605 loc.

## Demografie
La recensământul din anul 2000 orașul avea 2.605 locuitori, dintre care
8.77% sunt albi
0.04% afro-americani
0.23% amerindieni
0.31% asiatici
0.08% loc. de pe insulele din Pacific
0.19% alte grupări etnice

## Personalități marcante
- Karen Allen, actriță